# Sharayi Lerr
Sharayi Lerr är ett berg i Armenien. Det ligger i den nordvästra delen av landet, 70 kilometer nordväst om huvudstaden Jerevan. Toppen på Sharayi Lerr är 2 473 meter över havet, eller 335 meter över den omgivande terrängen. Bredden vid basen är 16,3 km.
Terrängen runt Sharayi Lerr är huvudsakligen kuperad, men österut är den platt. Närmaste större samhälle är Dzjrasjen, 12,9 kilometer nordost om Sharayi Lerr.
Trakten runt Sharayi Lerr består till största delen av jordbruksmark. Runt Sharayi Lerr är det ganska tätbefolkat, med 60 invånare per kvadratkilometer.